# Lei Geiger-Nuttall
Em física nuclear, a Lei Geiger-Nuttall relaciona a constante de decaimento de um isótopo radioativo com a energia das partículas alfa emitidas. Ou simplesmente, estabelece que isótopos com períodos de vida curta emitem partículas alfa mais energéticas que os de vida mais longa.
Formulada em 1911 por Hans Geiger e John Mitchell Nuttall, a forma atual da lei Geiger-Nuttall é:
{\displaystyle \ln \lambda =-a_{1}{\frac {Z}{\sqrt {E}}}+a_{2}}
onde: λ é a constante de decaimento, Z é o número atômico, E é a energia cinética total (da partícula alfa e do produto de decaimento), a1 e a2 são constantes.